# イオン戸畑ショッピングセンター
イオン戸畑ショッピングセンター（イオンとばたショッピングセンター）は、福岡県北九州市戸畑区にあるショッピングセンターである。イオングループのイオン九州が運営し、核店舗は同社として初のイオンブランド店舗でもある「イオン戸畑店」である。

## 概要
戸畑駅南口に隣接していた日立金属戸畑工場跡地の開発事業のひとつとして、1999年（平成11年）3月1日に開業した。同日に開業した戸畑駅ビルとは2階のペデストリアンデッキで接続する駅前立地であり、福岡県道50号八幡戸畑線に面して2000台収容の立体駐車場も有するなど、鉄道と自動車両面のアクセス性を備えている。
開業時の店名は「戸畑サティ」であり、マイカル九州（後のイオン九州）が運営していた。2007年（平成19年）に同社はイオン九州と合併し、当店もイオン九州の直営店舗へと移行、リニューアルのため2010年（平成22年）4月21日をもって戸畑サティとしての営業を終了した。
1日間の臨時休業を経て、4月23日に核店舗の「イオン戸畑店」が先行オープン、SC名も「イオン戸畑ショッピングセンター」に変更された。リニューアル後の専門店街も含めた全館は5月28日にグランドオープンし、同時に駐車場はパーク24が運営する「タイムズイオン戸畑ショッピングセンター」に変更、料金体系も見直された。
従前の土地にあった日立金属戸畑工場は、日産自動車の設立にも関わった鮎川義介が創業した戸畑鋳物を前身にもち、当地は日立金属ならびに日産自動車の発祥の地の一つでもある。この経緯から当店の敷地内には、同社が「戸畑鋳物株式会社 発祥記念の碑」を設置している。
工場跡地の開発であったことから、店舗建物は当初、日立金属子会社の九州リアルエステートが建設・管理していた。開業時の建設投資額は123億円で、年間売上160億円、来場者1000万人を見込んでいた。
建物の所有はグループ会社である日立金属エステートへと引き継がれたのち、エム・シー戸畑への譲渡を経て2005年（平成17年）3月9日に日本リテールファンド投資法人（後の日本都市ファンド投資法人）が取得、同時にUFJ信託銀行（後の三菱UFJ信託銀行）が信託受託者となり、11月30日に大規模小売店舗としての設置者も同行に変更された。さらに2018年、同投資法人からアセットファイナンス戸畑合同会社へと売却された。
鉄道駅に近接する施設であることもあり、2010年3月31日、他の九州地区のイオン系店舗に先駆けて、当店舗と同様にJR九州の駅に隣接しているジャスコ福岡伊都店と共に交通系電子マネー「SUGOCA」が先行導入された。

## 主なテナント
核店舗「イオン戸畑店」の食料品、衣料品売り場のほか、専門店街、アミューズメント施設を併設している。4階にはシネコンのイオンシネマ戸畑（旧ワーナー・マイカル・シネマズ）がある（後述）。

### フロアガイド
- 1階
  - 食料品・日用品売り場、化粧品売り場、レストラン街、西日本シティ銀行出張所
- 2階
  - 婦人服、紳士服、グッズ、リラクゼーション、こども英会話教室
- 3階
  - 子供服、家庭用品売り場、ニトリ、アミューズメントパーク、コナミスポーツクラブ戸畑（3・4階）
- 4階
  - イオンシネマ戸畑（8スクリーン、1,706席）

### イオンシネマ戸畑
ワーナー・マイカル・シネマズ戸畑として戸畑サティ開業と同時にオープンした。北九州市内では初のシネマコンプレックスであり、福岡県内としては大野城（1998年11月14日開業）に続く2番目のワーナー・マイカル直営館であった。2010年のイオン戸畑店へのリニューアル後もワーナー・マイカルのままで営業を継続したが、2013年7月1日にイオンシネマズと統合したことにより、現在のイオンシネマ戸畑となった。
旧戸畑市内には1960年時点で14の映画館が存在していたが、北九州市に編入された1963年を境に減少が続き、1985年に最後まで残った「戸畑名画座」が閉館。これによりワーナー・マイカルがオープンするまでの14年間は戸畑区内に映画館が一つもなかった。
| スクリーン | 座席数 | 車椅子席 | 備考               |
| ---------- | ------ | -------- | ------------------ |
| 1          | 311    | 2        | 3D対応             |
| 2          | 239    | 2        |                    |
| 3          | 507    | 2        | THXシアター 3D対応 |
| 4          | 123    | 2        |                    |
| 5          | 129    | 2        | 3D対応             |
| 6          | 129    | 2        |                    |
| 7          | 125    | 2        |                    |
| 8          | 127    | 2        |                    |

## ギャラリー

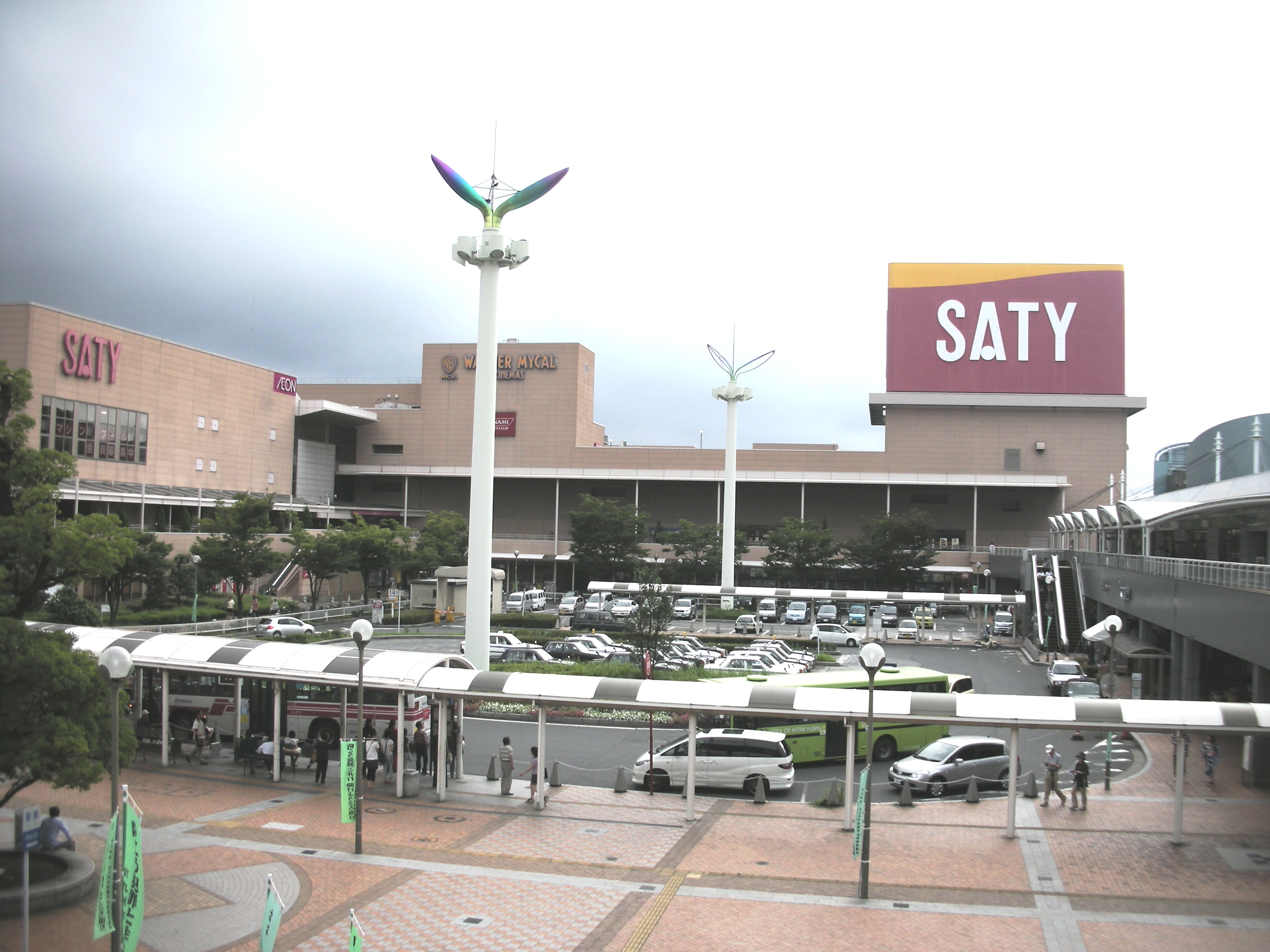
旧・戸畑サティ時代の店舗外観（2009年7月撮影）
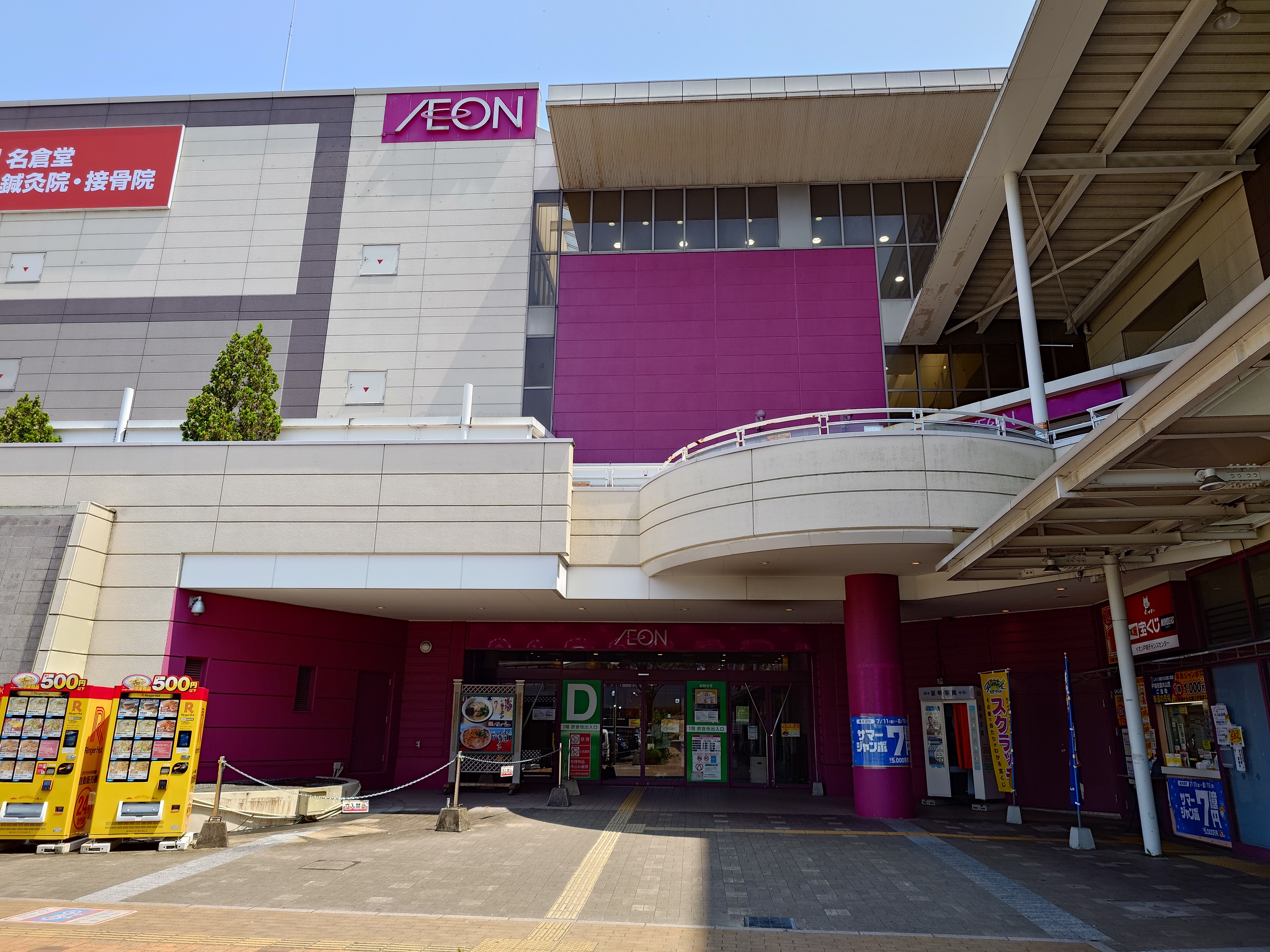
1F・レストラン街入口の外観
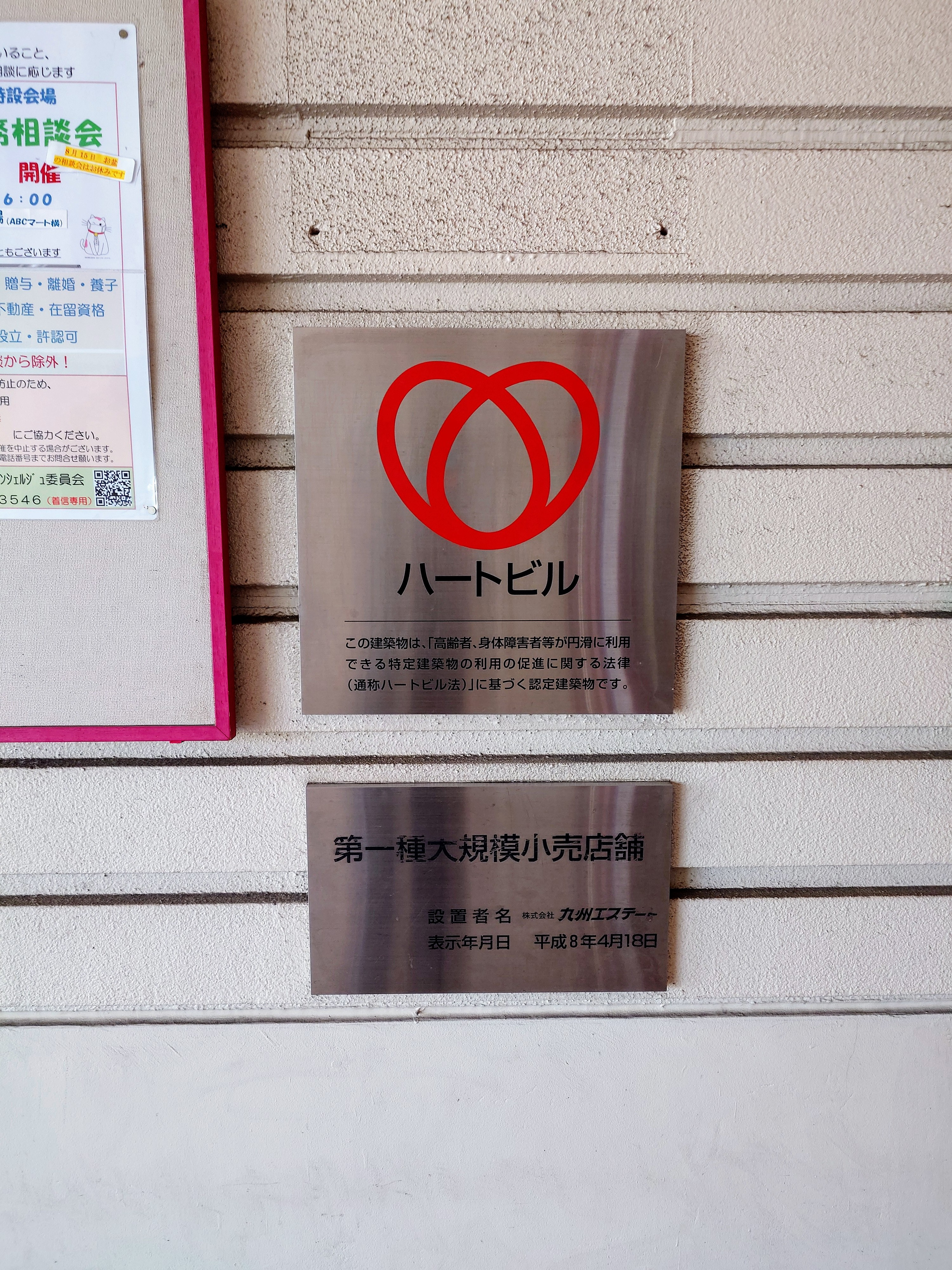
大規模小売店舗の看板

## 交通
- 九州旅客鉄道（JR九州）鹿児島本線 戸畑駅
- 西鉄バス北九州 戸畑駅バス停

## 周辺施設
- ウェルとばた
- 福岡銀行戸畑支店
- 戸畑警察署